# يو اس اس بيتسبرغ (SSN-720)
يو اس اس بيتسبرغ (SSN-720) هي غواصة من فئة لوس انجليس وكانت السفينة الرابعة لبحرية الولايات المتحدة سميت بـ بيتسبرغ، بنسلفانيا.
1. ↑  "Gulf War: April 1991". مؤرشف من الأصل في 2015-01-10.